# Les Grandes Familles
Les Grandes Familles (tdl. ‘Las grandes familias’, conocida en español bajo su título original en España y como Los dioses de barro en México) es una película dramática francesa de 1958 dirigida por Denys de La Patellière, protagonizada por Jean Gabin, Pierre Brasseur, Bernard Blier, Jean Desailly, Françoise Christophe y Annie Ducaux. Cuenta la historia de un magnate enérgico entregado por completo al negocio que ha nutrido, a expensas de su familia y sobre todo de su único hijo. El guion está basado en la novela Les grandes familles de Maurice Druon, que ganó el Premio Goncourt en 1948.
La película registró 4 042 041 entradas en Francia. Gabin recibió en 1959 el premio David di Donatello al Mejor Actor Extranjero.

## Argumento
Noël Schoudler es el jefe autocrático de empresas familiares diversificadas que incluyen un banco, un periódico y una refinería de azúcar. Su único hijo, François, considera que todo el montaje es arcaico y, mientras su padre está en un viaje de negocios a los Estados Unidos, comienza a animar el periódico serio. A su regreso, el padre está furioso y decide darle una lección a su hijo. Le dice a François que puede quedarse con el negocio del azúcar en ruinas, para manejarlo como le plazca. Al carecer de la experiencia necesaria, el joven se lanza a una modernización y expansión entusiastas. Rápidamente se da cuenta de que necesita capital, que tendrá que reunir.
Cuando su padre le dice que está solo, recurre a su primo Maublanc, un playboy malicioso que por varias razones odia a los Schoudler. Una queja inmediata es que le pidió a su periódico que promocionara a su última amante, una aspirante a actriz llamada Sylvaine, y no solo fue rechazado, sino que el retorcido asistente de Noël, Lachaume (que acababa de dejar embarazada a la sobrina de Noël) tomó a la joven como amante. Fingiendo ayudar a François, Maublanc dice que arreglará todo con sus corredores, pero en realidad les dice que filtren la noticia de que el imperio Schoudler se ha quedado sin capital. Como esto deprimirá el precio de las acciones, su plan es comprar una participación mayoritaria a bajo precio. Cuando el precio del mercado comienza a caer, François se desespera y Maublanc le dice que lo único decente que puede hacer es meterse una bala en la cabeza. Desafortunadamente, el joven impresionable lo hace. Luego, Noël baja a la bolsa de valores donde, hablando con los corredores, les asegura que sus negocios son sólidos. El precio de las acciones se dispara y el complot de Maublanc se frustra.

## Reparto
- Jean Gabin como Noël Schoudler
- Jean Desailly como François Schoudler
- Pierre Brasseur como Lucien Maublanc
- Bernard Blier como Simon Lachaume
- Françoise Christophe como Jacqueline Schoudler
- Annie Ducaux como Adèle Schoudler
- Louis Seigner como Raoul Leroy
- Jean Wall como Pierre Leroy
- Julien Bertheau como el padre de Lesquendieu
- Daniel Lecourtois como Canet
- Aimé Clariond como Gérard de la Monnerie
- Françoise Delbart como Isabelle de la Monnerie
- Nadine Tallier como Sylvaine.